# Zamek w Montemor-o-Novo
Zamek w Montemor-o-Novo (port: Castelo de Montemor-o-Novo) – średniowieczny zamek w miejscowości Montemor-o-Novo, w regionie Alentejo, w Portugalii. 
W dominującej pozycji na najwyższym wzniesieniu regionu zamek pierwotnie mieścił w swoich murach osadę, która rozwijała się, rozbudowywana o stok na północ. Historyczne dokumenty potwierdzają, że w tym zamku Vasco da Gama sfinalizował plany swojej podróży do Indii.
Dawniej w zamku mieszkała szlachta i monarchowie. Był również wykorzystywany (dzięki wysokim murom i ufortyfikowanym bramom) do ochrony samego miasta. W miarę powiększania się samego miasta zamek z Alentejo ostatecznie przestał być wykorzystywany — w XVI wieku przestał się rozbudowywać i zaczął powoli podupadać.
Pozostałości to duże fragmenty zamku, w tym bramy do miasta i fragmenty murów czy wieże, które stoją na wzgórzu. Zachowała się również stara wieża zegarowa oraz wysoka cytadela, zwana „Wieżą Złej Godziny”.
Budynek jest klasyfikowany jako Pomnik Narodowy od 1951. 